# كاثرينا باكر
كاثرينا باكر (22 سبتمبر 1689 - 8 فبراير 1766) هي جامعة أعمال فنية وأحد رسامي القرن الثامن عشر من شمال هولندا.

## سيرتها الذاتية
ولدت كاثرينا باكر في أمستردام عام 1689. كان والداها المحامي فيليم كورنيليز. باكر (1656-1731)، من عائلة بارزة في أمستردام، وماغدالينا دي لا كورت (1662-1712)، ابنة بيتر دي لا كورت (1618-85) وزوجته الثانية، كاثرينا فان دير فورت (1622-1674).
تزوجت كاثرينا باكر من ابن خالها، التاجر وجامع الأعمال الفنية ألارد دي لا كورت (1688-1755) من لايدن، في 25 أغسطس 1711. كان ابن بيتر دي لا كورت فان دير فورت (1664-1739)، شقيق ماغدالينا دي لا كورت. عاش ألارد دي لا كورت وكاثرينا باكر في منزل في رابنبورغ في لايدن. وكان من بين أطفالهم بيتر ألاردز دي لا كورت (1722-1773).
توفيت كاثرينا باكر في لايدن عام 1766.

## جمع القطع الفنية
امتلك ألارد دي لا كورت وكاثرينا باكر معًا أحد أغنى المعارض الفنية في شمال هولندا. رسم أرنولد بونين (1669-1729) صورهم في عام 1713 كجزء من سلسلة من أربع لوحات تضمنت شقيقتيها. بعد وفاة آبائهم في ثلاثينيات القرن الثامن عشر، ورث ألارد دي لا كورت وكاثرينا باكر بعض الأعمال الفنية التي جمعها آباؤهم، على الرغم من أنه يبدو أن صورتين من أصل 1635 صورة من رسم بيتر دوبورديو (1609-1678) لأجدادهم المشتركين، بيتر دي لا كورت الأكبر (1590-1657) وجين دي بلانك (أو جين دي بلانك، 1591-1663)، قد انتقلت أولًا إلى أخت ألارد، أدريانا كاثرينا دي لا كورت (1690-1752)، قبل دخولها إلى مجموعة ألارد بعد وفاتها. كان بيتر دي لا كورت فان دير فورت راعيًا مهمًا لفيليم فان ميريس (1662-1747) وكان مفوضًا بزوج من لوحات، الطبيعة الصامتة للفاكهة والزهور، لراشيل رويش (1664-1750). أصبحت هذه الأعمال مهمة في تطور كاثرينا باكر كفنانة. جمع والدها، فيليم باكر، عينات من التاريخ الطبيعي بالإضافة إلى لوحات لفنانين مثل جان فان جوين (1596-1656)، وجان ليفينز (1607-1674)، وفريدريك دي موشيرون (1633-1686)، وجان فان دير هايدن (1637-1712). زاد إنفاق ألارد دي لا كورت على الفن بعد وفاة والدته في عام 1740، وازدادت المجموعة الفنية لتملأ المنزل بالكامل في رابنبورغ، مما أجبر الأسرة على البحث عن سكن جديد.
بعد وفاة زوجها عام 1755، ورثت باكر مجموعته الفنية. واصلت عرضها والإضافة إلى الخزانة. في عام 1766، وهو العام الذي توفيت فيه، باع حصر أملاك الورثة جزءًا كبيرًا من مجموعتها الفنية من خلال مزاد علني يحتوي 215 قطعة، بما في ذلك زوج لوحات راشيل رويش. بقيت أعمالها الفنية في العائلة لمدة قرن آخر.

## الرسم والتصوير
يصف المعهد الهولندي لتاريخ الفن كاثرينا باكر بأنها فنانة هاوية. لم يكن هؤلاء الفنانون يرسمون من أجل لقمة العيش، ولم يتلقوا النوع من التدريب الفني النموذجي الذي يتلقاه الفنانون المحترفون. في القرن السابع عشر، كان الفنانون الهواة في هولندا ينتمون عادة إلى عائلات ذات مكانة عالية تقدر التعليم والزراعة.
كجزء من تعليمها الثانوي، تلقت كاثرينا باكر دروسًا في الرسم والتصوير رتبها لها والدها. فهرس شقيقها كورنيليس باكر (1693-1775) الأعمال الفنية التي صنعتها بحلول وقت زواجها عام 1711. وشمل ذلك عشرة ألبومات فنية بالإضافة إلى اللوحات. احتوت الألبومات على تصاميمها ورسوماتها الخاصة، بما في ذلك بعض الرسومات التي ربما تعود إلى الوقت الذي كانت تتلقى فيه تدريبًا في الفن.
تم تجميع ألبوم لاحق لرسومات كاثرينا باكر، على ما يبدو في عام 1722 ولكن يتضمن الأعمال التي يعود تاريخها إلى عام 1706، تم حفظه في مجموعة متحف أمستردام. توضح الرسومات بعض الأدلة على تعليمها الفني. تصوّر أيضًا دراسات للرؤوس واليدين وللشكل العاري؛ ودراسات لفاكهة؛ ورسومات بعدما رسمها فنانين آخرين. أكملت عدة رسومات لمنحوتات لفرانسيس فان بوسويت (1635-1692) بالإضافة إلى رسم لفينوس دي ميديشي بعدما رسمه فرانك إرموا بيرييه (1590-1650). يحتوي الألبوم أيضًا على نوع الرسومات التي اشتهرت به وهو صور الزهور والنباتات والحشرات. على الرغم من أن معظم الأعمال في الألبوم من صنع كاثرينا باكر، غير أنه يتضمن رسمًا واحدًا على الأقل لكورنيليس باكر.
تشتهر كاثرينا باكر برسم العديد من الموضوعات، بما فيها الزهور والفواكه والمناظر الطبيعية وصور من الحياة اليومية. أصبحت من أتباع فيليم فان ميريس وراشيل رويش وجان فان هويسوم (1682-1749)، ونسخت أمثلة من لوحاتهم وعلقتها في منزلها. صنعت في وقت متأخر من حياتها المهنية، صورًا زيتية على القماش للزهور في وسائل الإعلام.